# Iurimaguas
Os iurimaguas são um grupo indígena brasileiro, atualmente considerado extinto, que habitava próximo à foz do rio Juruá, no estado do Amazonas.